# 6401 Roentgen
6401 Roentgen è un asteroide della fascia principale. Scoperto nel 1991, presenta un'orbita caratterizzata da un semiasse maggiore pari a 2,6790935 UA e da un'eccentricità di 0,1244006, inclinata di 13,47635° rispetto all'eclittica.